# توماس یوهانسون
 توماس یوهانسون (انگلیسی: Thomas Johansson؛ زاده ۲۴ مارس ۱۹۷۵) یک تنیس‌باز اهل سوئد است.